# Nikolái Danielson
Nikolái Frantsevich Danielson (en ruso: Никола́й Фра́нцевич Дание́льсон; 7 de febrero de 1844 – 13 de julio de 1918) fue una figura sociopolítica, economista, publicista y uno de los teóricos del populismo liberal ruso. También es famoso por sus traducciones de El capital por Marx y escritor sobre el desarrollo económico ruso.

## Primeros años de vida
De ascendencia finlandesa, Danielson se graduó en Escuela Comercial de San Petersburgo y posteriormente asistió a conferencias en la Universidad de San Petersburgo.
En la década de 1860, Danielson trabajó en la Asociación de Crédito Mutuo de San Petersburgo. Las asociaciones de crédito mutuo se asociaron a menudo con políticas utópicas y de reforma social, y durante ese período, se involucró en círculos políticos radicales y se interesó en uno de los movimientos populistas narodnik.

## Escritos económicos y traducción deEl capital
En 1872, Danielson publicó la primera traducción rusa del volumen 1 de El capital  por Carlos Marx . La traducción había sido iniciada por Mijaíl Bakunin antes de su ruptura con Marx y había sido continuada por German Lopatin. Mientras completaba la traducción, Danielson inició una correspondencia con Karl Marx y Friedrich Engels, que continuó por el resto de sus vidas. Danielson también tradujo los tomos II y III de El capital, que fueron publicados en 1885 y 1896. En 1880, Danielson publicó el artículo "Estudios de nuestra economía posreforma" en el número 10 de la revista Slovo. Marx, que había aprendido ruso por su cuenta, lo elogió y animó a Danielson a ampliarlo hasta convertirlo en un libro, lo que Danielson hizo posteriormente. Ese libro, que lleva el mismo título, apareció en 1893. El libro y el artículo en el que se basó contenían extenso material estadístico sobre el desarrollo económico de Rusia.

## Opiniones sobre el marxismo
Danielson se consideraba marxista, pero fue criticado por los autoproclamados marxistas "ortodoxos" Gueorgui Plejánov, Vladimir Lenin y Peter Struve, entre otros. Los críticos de Danielson lo agruparon con escritores populistas como Vasili Vorontsov y Nikolái Mijáilovski. Pero mientras que Vorontsov afirmaba que el desarrollo del capitalismo industrial en Rusia era imposible por falta de mercados y Mijáilovski pensaba que era posible pero indeseable y prevenible. Danielson argumentó que la industrialización capitalista ya estaba en marcha en Rusia en la década de 1890. Los marxistas "ortodoxos" estaban de acuerdo con él en esto. Sin embargo, en la década de 1890, Plejánov, Lenin y sus asociados sostuvieron que el capitalismo en Rusia debía seguir esencialmente el mismo curso que el desarrollo capitalista en Europa occidental. Danielson creía que la "etapa capitalista" de desarrollo podría acortarse en Rusia, ya que el desarrollo tardío de Rusia le permitiría adoptar la última tecnología industrial occidental sin tener que sufrir la evolución social que la había producido por primera vez en Occidente. Esta teoría se remonta a A.I. Herzen y N. G. Chernyshevsky e influyó fuertemente en los teóricos del Partido Social-Revolucionario (PSR), como Víctor Chernov. También anticipó la teoría de León Trotski del "desarrollo desigual y combinado". Danielson argumentó que el capitalismo era esencialmente prescindible para un mayor desarrollo económico y que la industrialización podía continuar sobre la base de una economía socialista. Al igual que los narodniks, veía las comunas campesinas supervivientes como núcleos potenciales para una organización socialista de la economía rusa. Plejánov y Lenin denunciaron esto como un utopismo peligroso.

## Participación política
A principios de 1900, Danielson estuvo brevemente involucrado con el Partido Socialista Revolucionario Ruso, pero no jugó un papel muy activo en él, y se retiró después del "asunto Azef" de 1908. (Yevno Azef era un líder destacado del PSR y el jefe de su organización terrorista; en 1908 fue desenmascarado como agente doble de la Okhrana, la policía secreta). Danielson no parecía haber desempeñado ningún papel en la Revolución Rusa de 1917.